# Diemode
Diemode (née vers 1060 et morte un 30 mars peut-être en 1130 ou 1150) est une religieuse recluse allemande de l'abbaye de Wessobrunn en Bavière, connue pour ses activités de copiste et enlumineuse de manuscrits. 

## Biographie
Sa vie est très peu connue si ce n'est par des hagiographies très tardives dont la principale ne remonte qu'au XVIe siècle. Ce texte raconte que Diemode a rejoint la communauté de l'abbaye de Wessobrunn (de), en Haute-Bavière, alors qu'elle n'est encore qu'une jeune fille. Cependant, à cette période, cette abbaye bénédictine n'abrite qu'une communauté d'hommes. Il est donc possible qu'elle ait été accueillie sur place plus âgée, alors qu'elle fuyait un mariage raté ou autre accident de la vie, ou encore pour ses qualités de copiste. Elle aurait alors reçu une éducation religieuse et une formation de copiste dans un autre établissement monastique féminin. Ses premières productions attestées à Wessobrunn, datées du début du XIIe siècle, font par ailleurs la preuve d'une expérience déjà grande en la matière. Toujours selon son biographe, après avoir fait ses preuves, elle aurait été autorisée à mener une vie de recluse, copiant des manuscrits en échange de sa nourriture.

## Manuscrits attribués

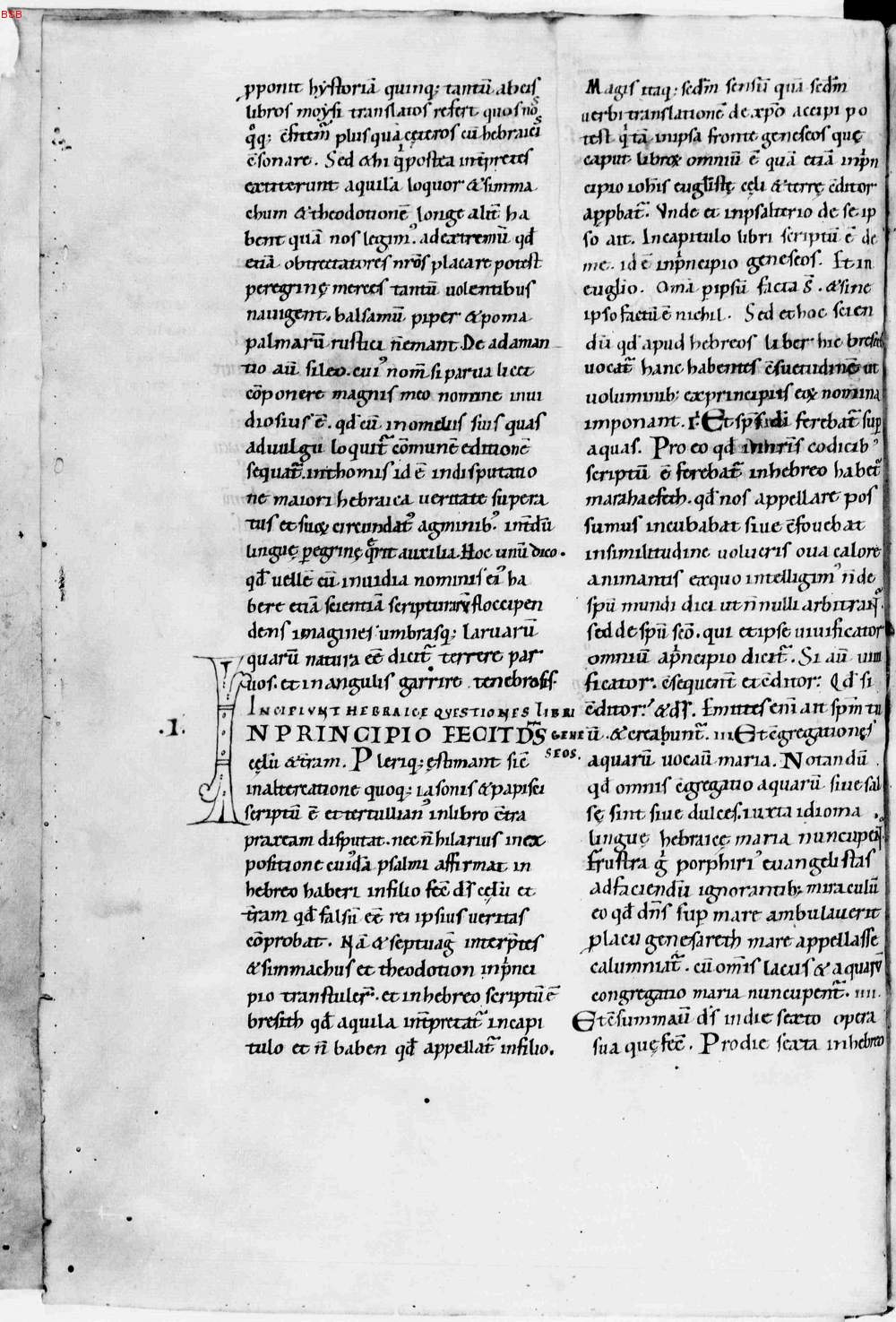
Exemple d'un manuscrit copié par Diemode, BSB Clm 22016 f3v.

Deux listes d'ouvrages, datées l'une du XIIe et l'autre du XIIIe siècle, recensent 40 livres de la main de Diemode, ce qui confirme l'idée de ses hagiographes qu'elle aurait été à l'origine d'une véritable bibliothèque pour l'abbaye de Wessobrunn. Pour près de la moitié, il s'agit de livres bibliques liturgiques. Plusieurs d'entre eux ont été donnés à des prélats ou autres monastères, ses ouvrages servant à assurer de bonnes relations avec les autres institutions ecclésiastiques. Pour l'autre moitié, il s'agit d'ouvrages de patristique, ce qui prouve l'intérêt du monastère pour les études bibliques. Après 1803 et la sécularisation des monastères, la bibliothèque de l'abbaye est transportée à Munich rejoignant ainsi la Bibliothèque d'État de Bavière où 14 ouvrages de la main de Diemode sont encore recensés. 
Deux groupes de manuscrits peuvent être distingués : ceux datés d'avant 1130, qui font preuve généralement d'une meilleure qualité que ceux d'après cette date. L'analyse des différentes mains intervenues dans ces manuscrits montrent que Diemode a probablement copié seule tous les manuscrits avant cette date. Tous contiennent des lettrines ornées faites dans la même encre que le texte. Certains de ces manuscrits ont été plus richement enluminés et complétés de miniatures représentant notamment des portraits d'enlumineurs (Clm20044). Il n'est pas facile de déterminer la relation entre la copiste et l'enlumineur. À l'inverse, elle a probablement bénéficié de collaboratrices après cette date, alors que son âge l'empêche probablement de poursuivre une telle tâche seule mais aussi à une époque où une véritable communauté féminine s'est formée à Wessobrunn. 

## Postérité
En 1707, à l'occasion de travaux au sein de l'abbatiale de Wessobrunn, le corps de la recluse est retrouvé en odeur de sainteté selon les témoins ce qui encourage son abbaye à la considérer comme une sainte et à la vénérer comme telle, même si elle n'a jamais été canonisée. Elle a été ré-inhumée en 1713 sous une dalle reproduisant un portrait de la none. 
Le nom de Diemode (Diemud) se retrouve dans l'installation artistique The Dinner Party (1974-1979) de Judy Chicago dans l'aile II, associée à la convive Hrotsvita de Gandersheim.